# Старостенко Юрій Семенович
Ю́рій Семе́нович Старосте́нко (*13 червня 1923, м. Забелишине, Білорусь — † 1965, Київ, Україна) — український дитячий письменник білоруського походження.

## Біографія
Народився Юрій Семенович Старостенко 13 червня 1923 року в місті Забєлишине в Білорусії. Батько його був фельдшером, а мати — медсестрою. Юрко мало не щодня навідувався до лісу, милувався його красою і непомітно для себе переймався глибокою любов'ю до рідної природи…
1934 року родина Старостенків переїхала до нової столиці України — Києва. Краса зустріла його і тут. Скільки близького, спорідненого до білоруської природи побачив хлопець у цьому краї, і скільки нового, небаченого потрапило в око пильного природолюба! Тут закінчив Юрій десятирічку, якраз напередодні війни з гітлерівцями. Першим бажанням випускника було кинутись у бій з ворогом. Та замість фронту його направили разом з іншими ровесниками в Донецьку область на жнива. Працювали хлопці до знемоги і зібрали все, до останньої зернини.
Пізніше Юрію Старостенкові випало служити у військах МВС, районному військкоматі міста Києва, у відділі охорони Дніпровського басейну.
Але восени 1954 року, коли Юрію Старостенкові виповнилося всього тридцять літ, його спіткало непоправне горе — він тяжко захворів.
Довгими безсонними ночами згадувалось життя, наповнене багатьма незабутніми подіями, марились білоруські бори, українські ліси — в пам'яті, виявляється, не згасли малюнки природи. То чому б не розповісти про все це людям? А тут ще й знайомство нещодавно сталося на пташиному базарі — з письменником Олександром Копиленком.
Знову попливли довгі безсонні ночі, але вже не тільки в спогадах, а й у натхненній творчій праці над аркушами паперу…
І ось 1958 року з'явилося друком перше оповідання Ю. Старостенка про природу Карпат «Рідні гори». А наступного року вийшла у світ перша книжка його природничих оповідань «Ловись, рибко!».
Багато задумів не встиг здійснити Ю. Старостенко. 1965 року він помер.

## Творчість
Твори письменника лаконічні та щирі. Автор часто вдається до персоніфікації — надає явищам природи, тваринам та рослинам людських властивостей. Письменник любив повторювати: «Коли я пишу для дітей про нашу прекрасну природу, я відчуваю, що знайшов своє місце в житті».

### Основні твори
- Калічка: Оповідання.- К.: Веселка, 1964.- 16 с.: іл. [Д С 77]
- Ку-ку!- К.: Веселка, 1967.- 16 с.: іл. [Д С 77]
- Лісові розмови: Оповідання.- К.: Веселка, 1990.- 24 с.: іл.- (Для першокласника). [Д С 77]
- Ми з татом і Омелько.- К.: Веселка, 1967.- 56 с.: іл. [мл 84.4УКР С 77]
- Рідний гомін.- К.: Веселка, 1964.- 48 с.: іл. [мл 84.4УКР С 77]
- Що було в полі.- К.: Веселка, 1975.- 17 с.: іл. [Д С 77]